# Allain
Allain település Franciaországban, Meurthe-et-Moselle megyében. Lakosainak száma 490 fő (2022. január 1.). Allain Bagneux, Colombey-les-Belles, Crépey, Crézilles, Ochey és Thuilley-aux-Groseilles községekkel határos.

## Népesség
A település népességének változása:
| Lakosok száma | 274  | 274  | 353  | 452  | 463  | 470  | 478  | 472  | 470  | 490  |
|               | 1968 | 1982 | 1990 | 2006 | 2013 | 2015 | 2017 | 2019 | 2020 | 2022 |